# Levi Brown (sport)
(en) Statistiques sur pro-football-reference
Jacob Levi Brown (né le 11 mars 1987 à Mount Juliet) est un joueur américain de football américain et de football canadien.

## Carrière

### Université
Brown joue à l'université de Richmond durant les saisons 2005 et 2006. Il n'est titulaire qu'à trois reprises et est transféré à l'université Troy. Après une année de remplaçant en 2007, il devient quarterback titulaire en 2008 et bat des records de passes de l'université. Après la saison 2009, il bat le record de Troy et de la Sunbelt Conférence au niveau des yards grâce aux passes avec 4254 yards, finissant second du pays et joueur de l'année pour la Sunbelt Conférence.

### Professionnel
Levi Brown est sélectionné au septième tour du draft de la NFL de 2010 par les Bills de Buffalo au 209e choix. Les Bills le choisissent car ils ont besoin d'un nouveau quarterback. Il est libéré le 4 septembre 2010 par la franchise qui signe Brian Brohm en remplacement; Brown ne souhaite pas intégrer l'équipe d'entrainement et s'inscrit sur la liste des agents libres. Peu de temps après, Trent Edwards est libéré et Brown est rappelé par Buffalo qui lui fait signer un contrat comme troisième quarterback.
Il fait ses débuts en NFL lors du dernier match de la saison régulière, entrant au dernier quart, réussissant deux passes sur trois tentées pour 24 yards et se faisant intercepter une passe.
Il est libéré le 13 septembre 2011. Il passe une saison sans équipe avant de signer le 20 mars 2012 avec les Roughriders de la Saskatchewan, évoluant dans la Ligue canadienne de football. Le 17 juin 2013, il est coupé par les Roughriders. Le 4 septembre, Brown s'engage avec les Blue Bombers de Winnipeg et intègre l'équipe d'entraînement.